# 摩托車會
摩托車會又稱摩托车手聚会，是摩托车爱好者們的聚会。聚會規模可大可小，聚會可以是一次性的，也可以每年固定時間舉辦。一些聚會的活動內容是摩托車手集體骑行抑或是摩托車手展示自家的摩托車。在美國舉辦的摩托車會有斯特吉斯摩托车集会。